# Dendropsophus timbeba
Dendropsophus timbeba är en groddjursart som först beskrevs av Martins och Cardoso 1987.  Dendropsophus timbeba ingår i släktet Dendropsophus och familjen lövgrodor. IUCN kategoriserar arten globalt som livskraftig. Inga underarter finns listade i Catalogue of Life.